# پائولو ملو
پائولو ریکاردو سوزا د ملو (انگلیسی: Paulo Ricardo Souza de Melo؛ متولد ۱ مارس ۱۹۹۷) یک تکواندوکار برزیلی است که در مسابقات قهرمانی تکواندو جهان ۲۰۱۹ در وزن ۵۴ کیلوگرم مردان به مدال برنز دست یافت.